# PolyITAN-2
PolyITAN-2-SAU — второй украинский наноспутник в формате CubeSat.

## Общая информация

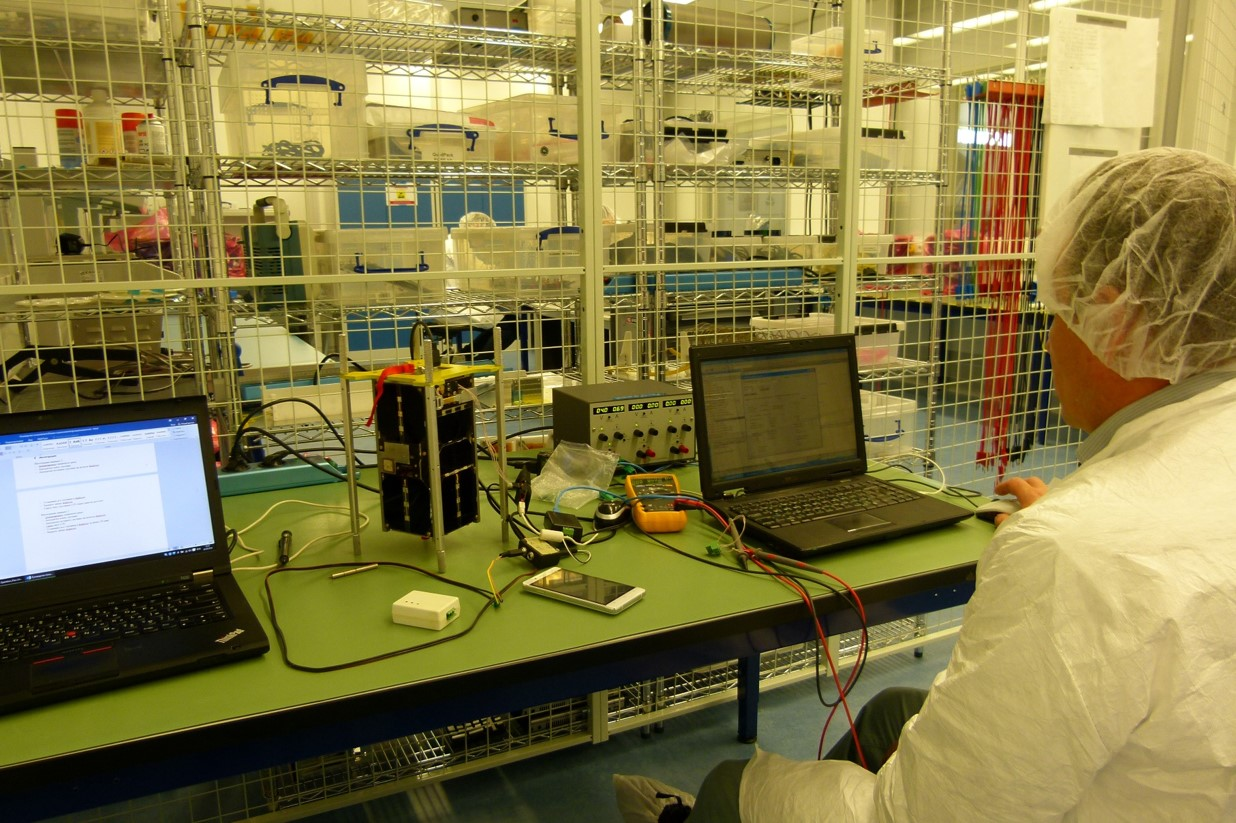
Финальная проверка систем спутника, включая СЭЖ, в Нидерландах

PolyITAN-2-SAU создан в Киевском политехническом институте им. Игоря Сикорского в рамках международного космического проекта QB50 под общей координацией Института гидродинамики фон Кармана (Бельгия). Главная задача проекта QB50, начатого в рамках программы Еврокомиссии FP7 в 2012 году, — исследование изменений климата Земли

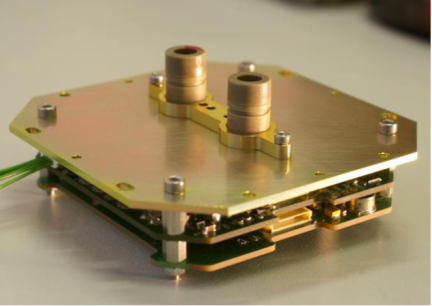
Полезная нагрузка спутника FIPEX (Flux Probe Experiment) — экспериментальный датчик забора встречного потока, способный различать и измерять характеристики атомарного и молекулярного кислорода. Атомарный кислород представлен больше других частиц на высоте 90-380 км, его оценка является определяющим фактором в модели атмосферы.

18 апреля 2017 года ракета-носитель Atlas V успешно осуществила запуск грузового космического корабля поставки Cygnus CRS OA-7 на Международную космическую станцию (МКС). На борту Cygnus CRS OA-7, кроме PolyITAN-2-SAU, находилось ещё 27 наноспутников, которые были созданы в университетах 19 стран мира.
22 апреля 2017 года, Cygnus CRS OA-7 состыковался с МКС, и в ночь на 26 мая 2017 года, вторая пусковая партия из 18 университетских спутников, в состав которой входил и PolyITAN-2-SAU, была выведена в заданные точки собственных околоземных орбит.
Запуск спутника PolyITAN-2-SAU осуществлен в рамках международного сотрудничества КПИ с университетами других стран. Создание этого наноспутника стало возможным благодаря инвестиционной и спонсорской поддержке Шэньянского аэрокосмического университета (г. н. Шэньян, Китайская Народная Республика), венчурных фондов им. академика Михалевича и Константина Калинина, ООО «Диона» и компании «Boeing-Ukraine Ltd».

## Задачи спутника
- PolyITAN-2-SAU должен стать частью научной космической сети, предназначенной для исследования термосферы. В рамках проекта QB50 он несет на борту полезную нагрузку — экспериментальный датчик анализа встречного потока газа FIPEX, способный различать и измерять характеристики атомарного и молекулярного кислорода (атомарный кислород является основным элементом на высоте 90-420 км от земной поверхности, поэтому измерение его характеристик является очень важным для оценки моделей термосферы).[5]
- PolyITAN-2-SAU будет проверять работу системы ориентации с маховиком, специально для него разработанной в политехе. Собственной разработкой также являються размещеные на гранях аппарата солнечные датчики, входящие в систему ориентации, а также каркасы солнечных батарей, выполненные как многослойные сотопанели из углепластика и алюминиевых ячеек (так называемые сэндвич-панели) — они обеспечивают пассивную терморегуляцию и одновременно выполняют функции защиты.[5]
- изучение и транслирование информации о нижних слоях атмосферы Земли — термосферы и ионосферы на больших расстояниях.

Вся полученная информация будет записываться в архив центрального бортового процессора и посредствам платы радиоканала передаваться на Землю и рассылаться в базы данных всех участвующих в проекте университетов

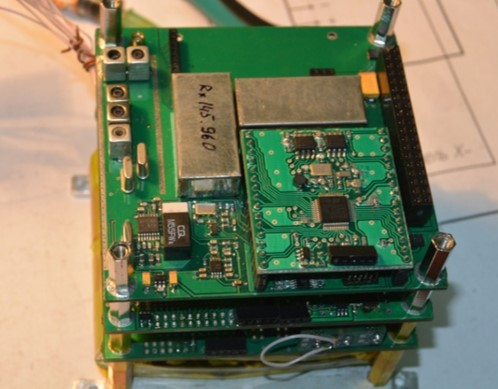
Радиоканал спутника КПИ PolyITAN-2

## Конструкция

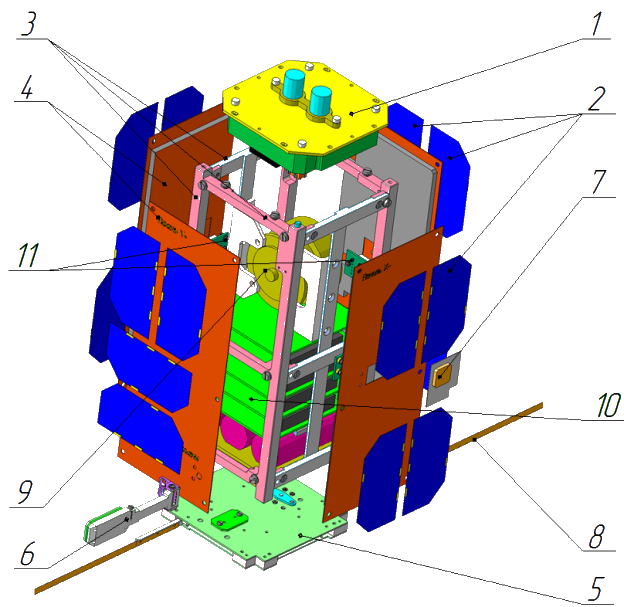
Структурная схема спутника. 1 — полезная нагрузка (FIPEX); 2 — солнечные батареи; 3 — несущие элементы конструкции; 4 — сотопанели; 5 — антенный модуль; 6 — магнитометр с механизмом развертывания; 7 — GPS/ГЛОНАСС антенны; 8 — радиоантена; 9 — маховик; 10 — электронная платформа; 11 — Датчик координат Солнца.

PolyITAN-2-SAU создан в формате CubeSat в рамках международного проекта QB50, вес спутника — 1,9 кг.

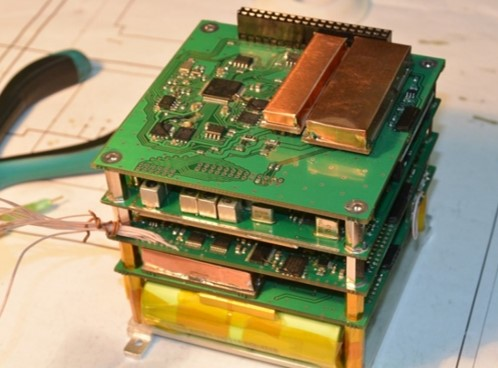
Центральный процессор и система обработки данных спутника КПИ PolyITAN-2

Это двухблоковый спутник кубической формы стандарта 2U CubeSat (2U означает, что спутник состоит из двух блоков-кубиков, то есть по форме это параллелепипед 10x10x20 см). Он относится к классу наноспутников, поскольку его вес более 1, но не превышает 10 кг. В рамном каркасе аппарата размещены электронные платы подсистем.

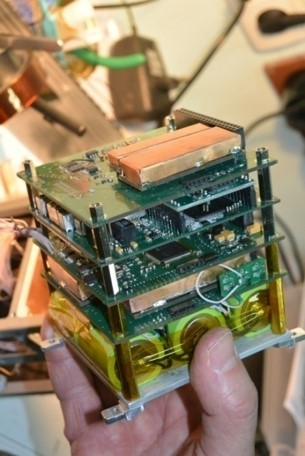
Подсистемы спутника КПИ PolyITAN-2 в сборе

На сотопанелях каркаса укреплены 4 солнечные батареи, состоящие из 16 арсенид-галлиевых фотоэлектрических преобразователей. На панели куба, которая в полете будет направлена на Землю, размещены две выносные антенны, разворачивающиеся на орбите. На трех смежных панелях куба, создающих направленный в полете на Солнце пространственный угол, содержатся три датчика Солнца. В состав входят четыре спутника электронные платы разработки КПИ, стандарта PC104 с электронными компонентами подсистем, типичных для данного класса спутников.

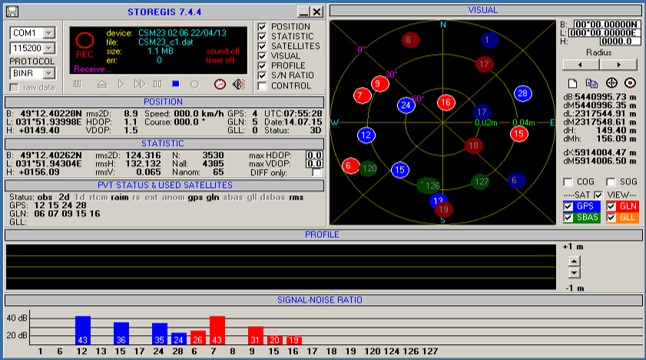
Работа подсистемы навигации спутника КПИ PolyITAN-2

### Подсистемы
- Обработки данных
- Навигации
- Ориентации и стабилизации
- Коммуникации
- Управление полезной нагрузкой
- Электропитания

### Коммуникационная система
Все модули, разработанные при создании PolyITAN-2-SAU, могут использоваться для целой серии других спутников. Для отслеживания полета космического аппарата и проведения планируемых исследований в университете создан Центр с необходимым испытательным оборудованием.

## Запуск
Запуск спутника PolyITAN-2-SAU был осуществлен 18 апреля 2017 года из Базы ВВС США на мысе Канаверал на борту грузового космического корабля поставки Cygnus CRS OA-7, который был выведен в космическое пространство ракетой-носителем Atlas V.